# Оттон IV (герцог Брауншвейг-Люнебурга)
Оттон IV Хромой (1400 — 1 июня 1446) — герцог Брауншвейг-Люнебурга и князь Люнебурга в 1434—1446 годах.

## Биография
Сын герцога Бернхарда I Брауншвейг-Люнебургского и его супруги Маргариты Саксен-Виттенбергской. После смерти отца Оттон IV вместе с братом Фридрихом II начал править в княжестве Люнебург. Их правление было отмечено широкими строительными работами в замке Целле и многочисленными реформами, улучшившими правовое положение крестьян перед дворянами. После того, как в 1446 году Оттон IV умер, Фридрих стал управлять княжеством единолично.
Оттон IV с 1425 года был женат на Елизавете Эберштейнской, от которой у него родилась дочь.